# Dale Hawkins
Delmar Allen "Dale" Hawkins, född 22 augusti 1936 i St. Mary Parish, Louisiana, död 13 februari 2010 i Little Rock, Arkansas, var en amerikansk rockabillypionjär som även kan sägas ha skapat musikgenren swamp rock som bland annat John Fogerty och Tony Joe White spelar. 
Dale Hawkins fick en hit 1958 med den klassiska rockabillylåten Susie Q som Creedence Clearwater Revival gjorde en cover på 1968. Låten tog sig till tjugosjunde plats på Billboard Hot 100 i USA. Susie Q var hans enda stora hit men han fortsatte med att spela in skivor. 